# Pleurogeophilus gorizensis
Pleurogeophilus gorizensis är en mångfotingart som först beskrevs av Robert Latzel 1880.  Pleurogeophilus gorizensis ingår i släktet Pleurogeophilus och familjen storjordkrypare.
Artens utbredningsområde är Slovenien. Inga underarter finns listade i Catalogue of Life.